# Francesco Antonio Bonporti

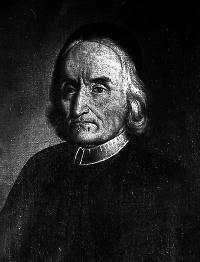
Francesco Antonio Bonporti

Francesco Antonio Bonporti (* 11. Juni 1672 in Trient, getauft; † 19. Dezember 1749 in Padua) war ein italienischer Priester, Violinist und Komponist des Barock.

## Leben
Francesco Antonio Bonporti, der einer Adelsfamilie entstammte, studierte zunächst in seiner Heimatstadt Theologie, in Innsbruck promovierte er in Philosophie. Weitere Studien führten in nach Rom an das Collegium Germanium, wo er ein Schüler von Giuseppe Ottavio Pitoni war. In dieser Zeit hatte er möglicherweise Violinunterricht bei Arcangelo Corelli. Um etwa 1700 findet man ihn als Musiker in der Privatkapelle Kaiser Josephs I. wieder; von 1715 bis 1721 wirkte er in seiner Geburtsstadt Trient, danach in Padua.
Bedeutend sind seine 1712 in Bologna veröffentlichten „Inventioni per Violino Solo“, die teilweise als Abschriften Johann Sebastian Bachs erhalten blieben (Nr. 2, 5 und 7) und diesem zeitweise zugeschrieben wurden.

## Werke
- Op. 1: 10 Sonate [da Chiesa] a tre. Due Violini, e Violoncello obbligato (Venedig, 1696; Amsterdam, um 1700)
- Op. 2: 10 Sonate da Camera a due Violini, Violone, e Cembalo (Venedig, 1698 und 1703; London, um 1708 und 1715)
- Op. 3: 6 Motetti für Sopran, 2 Violinen und Bass (Venedig, 1703)
- Op. 4: 10 Sonate da Camera a due Violini, Violone, Cembalo o Arcileuto (Venedig, 1701/1702; London, um 1710)
- Op. 5: Arie, Baletti e Correnti (Venedig, um 1704, verloren)
- Op. 6: 10 Suonate da Camera a due Violini, Violone e Cembalo (Venedig, 1705; Amsterdam, um 1715)
- Op. 7: 10 Suonate da Camera a Violino, e Violone o Cembalo (Venedig, 1707; London, um 1708; Amsterdam)
- Op. 8: Le Triomphe de la grande Aliance, consistent en cent Menuets (Venedig, 1708–1712, verloren)
- Op. 9: Balletti a Violino solo, e Basso continuo (Amsterdam, verloren)
- Op. 10: 10 Invenzioni [da Camera] a Violino solo [e Basso] (Bologna, 1712; Venedig und Trient, 1713; Amsterdam, um 1725)
- Op. 11: 10 Concerti a quattro, due Violini, alto Viola, e Basso, con Violino di Rinforzo (Trient, um 1715)
- Op. 12: 10 Concertini e Serenate con Arie variate, Siciliane, Recitativi e Chiuse für Violine und Bass (Trient, um 1720; Augsburg, 1741)
- Aria cromatica, e variata a Violino Violoncello, e Cembalo, Manuskript von 1726 in der Bibliothek des Brüsseler Konservatoriums
- Sonata di Buonporti für Violine und Bass, ebenfalls in der Brüsseler Bibliothek